# 東風本田汽車
東風本田汽車有限公司（とうふうほんだきしゃゆうげんこうし、とんぷうほんだきしゃゆうげんこうし、簡体字：东风本田汽车有限公司、英字：Dongfeng Honda Automobile Co., Ltd.、通称：東風ホンダ）は、本田技研工業が東風汽車との合弁で設立した中国で四輪自動車の製造と販売を行う会社である。
産業区分上は、中国の国家基準「国民経済行業劃分」(GB/T4754-2017)により、ガソリン・ディーゼル自動車完成車製造（C3611）、自動車用原動機製造（C3620）に属する。

## 沿革

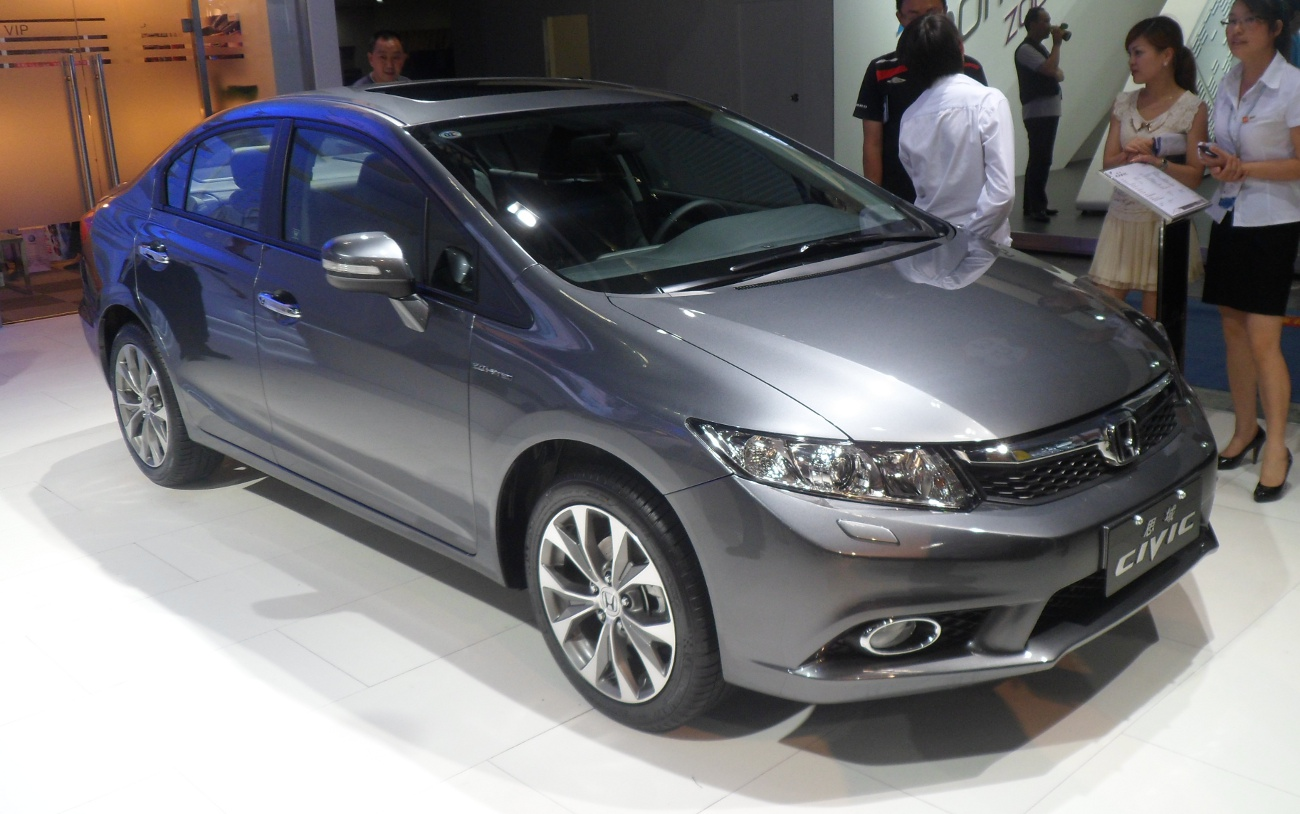
シビック

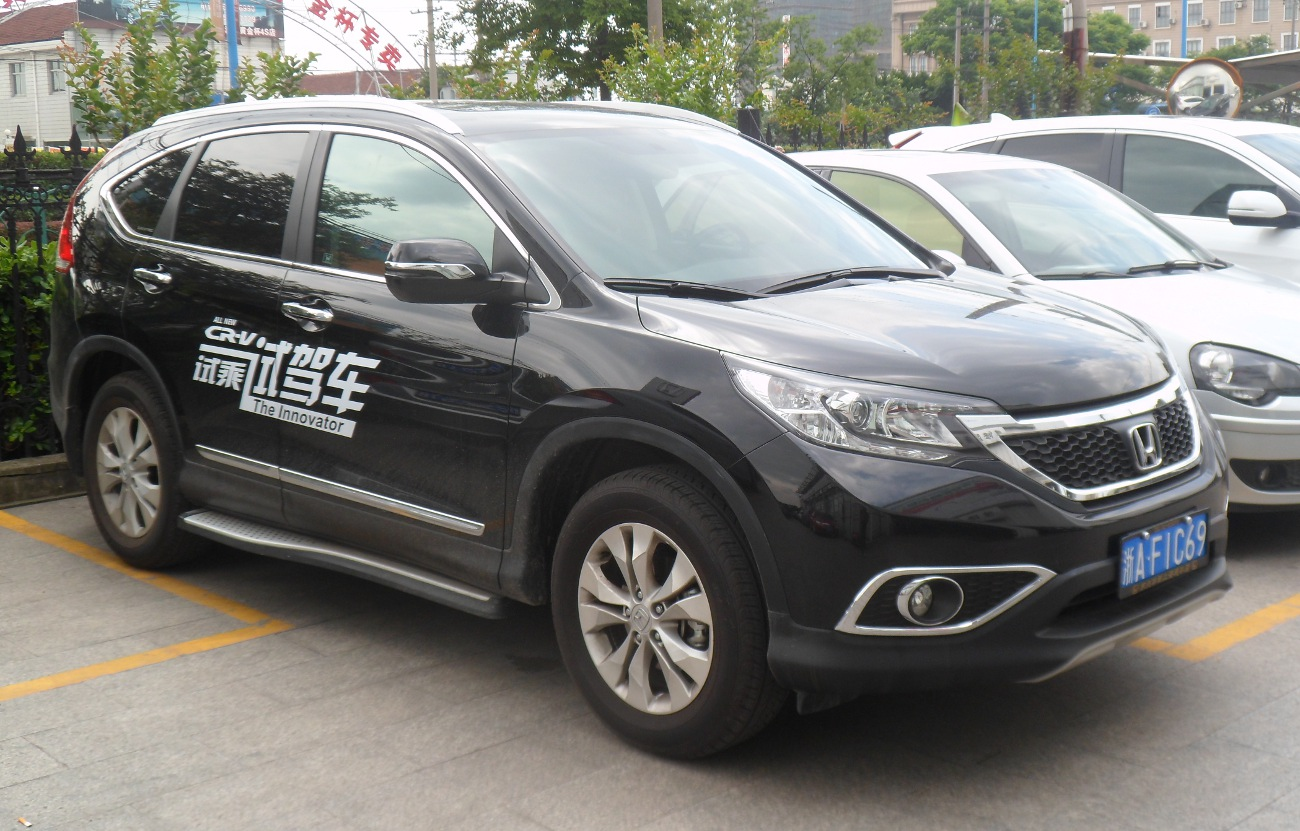
CR-V

- 2003年7月16日 - 東風汽車と本田技研工業が合弁で「東風本田汽車（武漢）有限公司」を設立。湖北省武漢市の完成車工場「武漢万通汽車有限公司」の株式の50%をホンダが取得する形で設立された[1][2]。
- 2004年4月24日 - CR-Vが生産開始[3]。
- 2004年5月12日 - CR-Vが発売[4]。
- 2005年4月18日 - 社名を「東風本田汽車（武漢）有限公司」から「東風本田汽車有限公司」に変更[5]。
- 2006年2月26日 - 年産12万台拡張工事が完了[6]。
- 2006年4月22日 - シビック発売開始[1][7]。
- 2007年3月7日 - エンジン工場が稼働開始。年産12万台の能力を持ち1.8Lと2.0Lエンジンを生産する[8]。
- 2009年7月27日 - 初代スピリア発表。CU1/2型アコードの中国仕様車である[1][9]。
- 2009年12月10日 - CR-Vの年間販売台数が10万台を突破[10]。
- 2010年6月25日 - 年産24万台拡張工事が完了[1][11]。
- 2010年11月5日 - 第二工場の起工式を実施[12]。
- 2011年7月25日 - 累計生産100万台達成。同時にCR-Vの累計生産台数が50万台に到達[13]。
- 2012年4月22日 - 8代目シビックをベースに開発した自主開発車「CIIMO」（シーモ、中国語名：思銘）を発表[1][14][15]。
- 2012年7月10日 - 第二工場が稼働[1][16]。
- 2012年7月12日 - エリシオン発売開始[1][17]。
- 2013年4月20日 - 上海モーターショーにて「ジェイド」（中国名：傑徳）を発表。2012年の北京モーターショーにて発表した「Concept S」の量産化車種である。なお、車名はかつてホンダが販売していたオートバイと同一である[18]。
- 2013年7月16日 - 創立10周年記念式典を開催[19]。
- 2022年1月6日 - 武漢市の武漢経済開発区にEV車専用工場の建設を発表[20]。
- 2022年11月28日 - 新型コロナウイルス感染症拡大による外出規制で、武漢工場の従業員の出社がままならなくなったため同工場の操業を停止[21]。

## 生産車種（販売終了分を含む）
- グレイズ（哥瑞,2015～2020）- シティ（日本名・グレイス)
- ジーニア（竞瑞,2016～2020)
- シビック（思域,2006～）
- シーモ（思銘,2012～2015)
- ENVIX（2019～）
- スピリア/スピリア・スポーツハイブリッド（思鉑睿,2009～2018）
- インスパイア（英壮派,2018～）
- ジェイド（傑徳,2013～2020）
- エリシオン（艾力紳,2012～)
- XR-V（2014～）
- HR-V (3代目北米仕様) (2023〜)
- CR-V（2004～）
- UR-V（2017～）
- ライフ（来福,2020～)
- ホンダ・e:NS1 (2022〜)